# 캘리포니아 고속철도

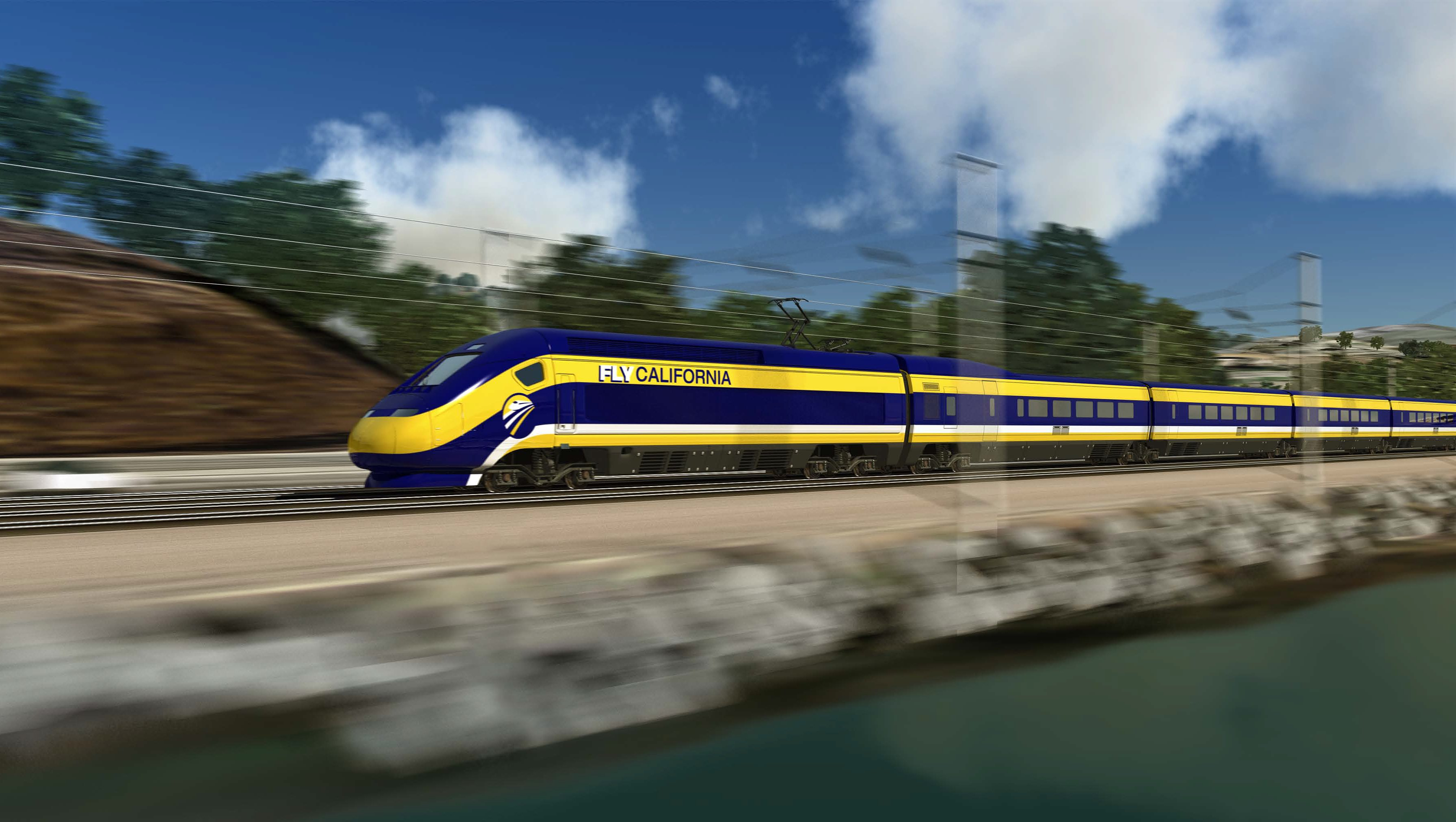

캘리포니아 고속철도( - 高速鐵道, 영어: California High-Speed Rail, CAHSR/CHSR)은 캘리포니아 고속철도 위원회(California High-Speed Rail Authority)에 의해 캘리포니아주에 건설 된 고속철도이다. 새크라멘토에서 시작해 샌프란시스코, 로스앤젤레스를 거쳐 샌디에이고까지 노선이 예정되어 있다. 원 계획은 2005년에 세워졌지만, 예산문제로 미루어 지다가 2008년말 이 계획에 예산배정 여부를 묻는 제안 1A투표안이 통과되어 추진되는 것으로 가닥이 잡혔다.